# John Brumby
John Mansfield Brumby (ur. 21 kwietnia 1953 w Melbourne) – australijski polityk, członek Australijskiej Partii Pracy (ALP), były premier stanu Wiktoria. 
Ukończył studia licencjackie w zakresie ekonomii na University of Melbourne, a następnie uzyskał magisterium z pedagogiki. W latach 1976–1979 pracował jako nauczyciel w szkole średniej, a następnie został etatowym działaczem jednego z nauczycielskich związków zawodowych. Podjął także działalność polityczną w ALP. 
W 1983 został wybrany do federalnej Izby Reprezentantów, w której zasiadał przez siedem lat. Po przegranych wyborach z 1990 pracował jako konsultant polityczny, a następnie był szefem gabinetu politycznego ministra zasobów naturalnych i turystyki. W 1993 został wybrany do Rady Legislacyjnej swego rodzinnego stanu Wiktoria. Po kilku miesiącach przeniósł się do izby niższej, Zgromadzenia Ustawodawczego, i objął funkcję stanowego lidera opozycji. W 1999 zrezygnował z tej funkcji na rzecz Steve’a Bracksa, pod którego wodzą ALP wygrała jeszcze w tym samym roku wybory. Brumby wszedł do kierowanego przez Bracksa rządu stanowego, gdzie początkowo odpowiadał za resort rozwoju regionalnego, a od 2000 był skarbnikiem (ministrem finansów). 
W lipcu 2007 Bracks nieoczekiwanie podał się do dymisji, tłumacząc to powodami osobistymi. Brumby został jednomyślnie wybrany na nowego lidera stanowej ALP i tym samym objął funkcję premiera Wiktorii. Pełnił ten urząd do grudnia 2010, kiedy to musiał ustąpić po przegranych przez ALP wyborach stanowych. Zastąpił go przywódca stanowych struktur Liberalnej Partii Australii, Ted Baillieu.